# 西川貞二郎
西川 貞二郎（にしかわ ていじろう、1858年5月31日（安政5年4月19日）－1924年（大正15年）3月9日））は、明治期の起業家・近江商人。西川傳右衛門家の10代目、諱は昌一。カニ缶を初めて商品化、八幡銀行（後の滋賀銀行の一部）・帝国水産等を創業した。

## 生涯

### 生い立ち
1858年5月31日（（旧暦）安政5年4月19日）、近江国野洲郡江頭村（現近江八幡市江頭町）の井狩只七の次男定次郎として誕生した。母は蒲生郡中野村（現東近江市）小泉弥右衛門の娘。1864年（元治元年）、定次郎は第9代西川傳右衛門昌武（1862年（文久9年）死去）の後継となるため西川家に入る。定次郎の祖母は第5代傳右衛門昌康の娘に当たり、定次郎の叔母は西川家分家善六家に嫁ぎ、西川家と井狩家は姻戚関係にあった。
定次郎の養育は養祖母いくと養母ゑいが取り仕切り、寺子屋での手習いの他に商家跡取りとして必要な漢学・能楽・謡曲を別に習った。また1870年（明治3年）には家業見習いとして丁稚修行を松前支配人の下で行わせた。1874年（明治7年）、松前より戻り先代傳右衛門の娘つやと結婚するが、翌々年早産により子が夭折し、妻つやも産後の病から同年9月に死去した。翌1877年（明治10年）4月養母ゑいの末妹すみと再婚する。この頃、分家西川善六家家主吉輔より儒学を習う。

### 事業
1879年（明治12年）、西川家代々の当主名である傳右衛門に改名を行おうとしたが、戸籍制度施行の中認められず、幼名との区切りのため定次郎から貞二郎への改名は訂正の扱いとすることで認められた。この間、前年より北海道（蝦夷地）の経営体制変更に着手し、この年松前支店を廃止し忍路に総支店・高島に分店を開設した。また、当時7隻の千石船と1隻の洋型帆船を所有し北海道と上方間の物資輸送を行っていたが、漸次洋型帆船への切り替えを行うこととした。
なお、貞二郎が西川家に入った当時の西川傳右衛門家資産は貸付金だけで7万4465両（幕末時米価より1両4千円とした場合、現在価値約3億円）に達し、その利子所得は年間2312両（同約9百万円）あった。

#### 銀行設立
1872年（明治5年）11月国立銀行設立が計画され、是に先立ち明治政府は財政を固めるために民間の資産家を勧奨して為換会社を各地に設立させた。滋賀県においても大津に為替会社を設立し出資者は15名・出資金9万9千両（後の第六十四国立銀行）と当時としては比較的に規模が大きい国立銀行が大津・彦根・長浜を地盤として誕生しようとしていた。近江八幡においても1877年（明治10年）8月、梅村甚兵衛・西川貞二郎・岡田小八郎・西川甚五郎・中島彦兵衛・深尾勇造が集まり国立銀行設立発起人となり（後に西川利右衛門も参画）、翌年5月八幡独自の銀行設立願いを滋賀県令籠手田安定・大蔵卿大隈重信宛出状するが、先行して設立した大津銀行が八幡に支店出店を計画していたためか却下された。1880年（明治13年）2月第六十四国立銀行八幡支店が開業する。
第六十四国立銀行八幡支店は全国に展開する八幡商人の利用により盛況を極めていることから、貞二郎等八幡の有力者は再度独自の銀行を創るべく1881年（明治14年）4月頃より打ち合わせを重ね、同年6月17日八幡銀行（資本金10万円）設立を貞二郎・森五郎兵衛・西川甚五郎・市田清兵衛・鵜川與次兵衛・上田與兵衛・西川仁右衛門・原田四郎兵衛・下村五左衛門・深尾勇造が発起人として願い出、12月設立認可を得るに至った。貞次郎は筆頭株主となり頭取に、取締役には鵜川與次兵衛・森五郎兵衛・西川甚五郎が就任し1882年（明治15年）2月4日八幡銀行は開業した（八幡銀行は滋賀県内有力銀行として存続したが1933年（昭和8年）彦根に本店を置く百三十三銀行と合併し、本店を大津に移転し滋賀銀行と改称した。）。八幡銀行創立10周年を前に不良債権発生の責任をとり損失を個人で損害賠償を行うと共に頭取を辞任した。

#### 各種事業への進出
1869年（明治2年）以降多くの船舶による琵琶湖輸送会社が設立した。1880年（明治13年）7月神戸からの鉄道が大津まで延伸するに伴い、1882年（明治15年）5月大阪の藤田伝三郎や長浜の浅見又蔵等滋賀の有力者等により太湖汽船会社が設立し、他の船舶輸送会社は買収統合され、同社が湖上輸送をほぼ一手に行うようになった。
鉄道は同年3月金ヶ崎-長浜間が、翌年5月長浜-関が原間が開通し、2列車毎に1航海と定められ定期連絡船として太湖汽船は上方から越前方面・名古屋方面への重要な輸送手段として1889年（明治22年）7月湖東鉄道全線開通まで機能した。貞二郎は太湖汽船設立前の1881年（明治14年）頃、藤田伝三郎の藤田組と共に発起人となり「大津長浜間汽車連盟汽船」上申書を滋賀県知事宛提出した。鉄船を建造など太湖汽船設立の原型と言える計画であった。
1879年（明治12年）8月、内務省勧業局は琵琶湖の魚の保護・育成・改良のため前年に枝折村（後の醒井村）に開設された養殖場を阪田郡上丹生村（現米原市）に移転した（現在の醒井養鱒場）。後に滋賀県庁の所管となり民間への払い下げが計画され、1885年（明治18年）3月22日湖国近江における漁業育成のため貞二郎は7百円で県より譲り受け、最初に近隣の土地を買収し大拡張を行い・渓谷への架橋・馬車道の開削・18に及ぶ養魚池の増設・新型孵卵器の購入など現在の醒井養鱒場基盤づくりを行った。その結果、丹生養魚場の養成魚は宮内省より御用達を受け1890年（明治23年）第三回内国勧業博覧会以降数度の賞を得るまでに至り、1895年（明治28年）には谷如意・小野湖山・江馬天江等の県を代表する文人等を養魚場に招き宴を催すなど多くの視察者を受け入れ、滋賀県を代表する景勝地の一つに育つに至り、貞二郎として滋賀県の産業育成と言う初期目的は達成できたことから1905年（明治38年）第三者に売却した。
1884年（明治17年）滋賀県知事として中井弘が滋賀県に着任した。他県にはない近江商人の存在とその資産を基にした新たな事業展開を奨励し、会社組織による大工業の勃興という事を唱導し出していた。1885年（明治18年）今後日本においても毛織物の需要が大いに見込まれると考え製絨会社設立が検討され、神崎郡五個荘の商家と共に貞二郎も出資を検討したが、結果的には時期尚早として設立は見合わされた。1888年（明治21年）8月に資本金120万円で製絨会社に代わり金巾製織会社（東洋紡績前身企業の一つ）が阿部市郎兵衛 (7代)、阿部周吉、小泉新助、山中利兵衛、伊藤忠兵衛 (初代)、中村治兵衛に西川貞二郎等が発起人となり設立した。また、1890年（明治23年）2月日刊紙近江新報社設立に貞次郎は協力した。
1886年（明治19年）7月20日、貞二郎はかねて滋賀県中井知事と協議を行っていた肥料卸会社中一商会を資本金10万円にて設立し、西川吉輔に師事し勧業委員を務め八幡の豪商森五郎兵衛の従兄弟に当たる高田義甫に経営を委ねた。当時粗悪な肥料が横行していたことに加え、肥料の材料となる魚貝類を北海道にて調達することは貞二郎にとって容易なことであったことから、中井知事は肥料会社設立を貞二郎に求め応じた。会社設立後は県下各地に肥料購買組合を設立させ、組合内で計画的購入・保管の効率化・購入価格交渉を行い、肥料普及に努めた。肥料も普及し商会の初期目的は達成されたことから1892年（明治25年）9月1日、中一商会は会社を閉じた。
1886年（明治19年）琵琶湖資源の商品化の一環として缶詰事業に乗り出し八幡魚町に工場を設け、琵琶湖産の鮒や海老・丹生養魚場の鮎・牛肉缶等を生産し、1888年（明治21年）には北海道の支店・出張所内に缶詰工場を併設し、北海道産の蟹・鮭・鱈子・林檎・玉葱などを缶詰として生産した。1897年（明治30年）には英国の博覧会にも出展し、タラバ蟹缶はアメリカにも輸出される人気商品へと成長した。貞二郎により日本で初めて蟹缶が事業化された。
当時日本の漁業資源の産業化は日本国内における重要な課題の一つであり、貞二郎は政府要請に応じ大規模漁業の事業化に着手した。ただ、莫大な資本を必要とするため海産物問屋等へ出資を勧誘すると共に、政府にも出資者募集を依頼し三井家がこれに応じ、1888年（明治21年）帝国水産株式会社が設立した。直後に三井家は事業から撤退したため貞二郎が全面的に資金支援を行った。当初社長には政府からの申し出もあり薩摩出身の河野圭一郎が就任したが、会社経営に不慣れであったことから三井家撤退後は北海道庁水産課長の伊藤一隆を迎え入れ、貞二郎の盟友である高田義甫を補佐役とした。当初は政府要請もあり千島樺太方面の海獣密漁防止のため海獣猟を中心に行っていたため、国内に海獣毛皮の需要乏しく横浜の英国商人を介して足元を見られた取引に終始していたが、密猟者の撲滅等の目的は達せられた。1893年（明治26年）7月、高田義甫急逝により貞二郎として帝国水産管理を委ねる人材無く、1897年（明治30年）小樽にて貞二郎卒倒をおこしたこともあり、事業継続は難しく会社解散を決意した。解散後回収できた資金は貞二郎が投下した額に遠く及ばず、西川家は大損を被った。
なお貞二郎は直接事業に関与する他に投資活動も積極的に行っていた。1882年（明治15年）7月には日本銀行設立に際し10万円を出資し、近江出身の住友家の総理人広瀬宰平を中心に船舶輸送会社の連合結成が進められ1883年（明治16年）2月大阪商船設立が認可された際には、貞二郎出資先が保有する2隻の商船と自身が仕入れた2隻の輸送船をもって同社に汽船出資（現物出資）を行った。

### 政治家
1889年（明治22年）4月町村制実施と共に貞二郎は八幡町議員に立候補し当選、同年6月8日選挙により初代八幡町町長に就任した。

### 引退
1898年（明治31年）、前年の卒倒もあり事業の一線より引退する。書の号として従来「春星草堂」と称していたが、この年より「鶴齢」を用い、また和歌を修めた。歌道においては海幸・松齢・西貞・士貞、晩年は雁来紅等と号した諱。謡曲・能をよく嗜み、「近江八幡の地に4世紀のその昔、誉田別尊（ほんたわけのみこと）こと応神天皇がふたつの日輪を見た」という縁起から新たに能『日觸詣（ひむれもうで）』を創作し発表した。
（大正13年）3月9日逝去した。法名「釈 浄貞」

### エピソード
同門の友人である住友財閥の伊庭貞剛は貞二郎を「近江商人の典型、彼をおいて他に其人なし」と称した。

### 年譜
1858年（万治2年）、5月31日（旧暦4月19日）誕生。
1864年（元治元年）、5月29日（旧暦4月24日）西川傳右衛門家に養子として入る。
1870年（明治3年）、松前に赴く。
1872年（明治5年）、各地に国立銀行設立が計画される。
1874年（明治7年）、松前より戻り、9代傳右衛門長女つやと結婚。
1876年（明治9年）、4月26日長男死去。6月12日再度松前に赴く、9月21日妻つや死去。
1877年（明治10年）、養母の末妹すみと再婚。8月1日八幡の豪商等と共に銀行設立を企図し発起人に就任。
1878年（明治11年）、この頃松前支店改革に着手。5月24日滋賀県令・大蔵卿に対し銀行設立願いを出状するが8月却下される。
1879年（明治12年）、定次郎より貞二郎へ改名。松前支店を廃止し忍路に総支店・高島に分店を開設。内務省勧業局により醒井村枝折に養殖場が開設。
1880年（明治13年）、2月第六十四国立銀行八幡支店が開業。醒井村枝折の養殖場が上丹生に移設。
1881年（明治14年）、8月3日養祖母いく死去。この頃、藤田伝三郎の藤田組と共に発起人となり「大津長浜間汽車連盟汽船」上申書を滋賀県知事宛提出。
1882年（明治15年）、2月4日八幡銀行が開業し、頭取に就任。5月大阪の藤田伝三郎や滋賀有力者等により太湖汽船会社が設立。7月日本銀行設立に際し出資を行う。
1883年（明治16年）、2月大阪商船設立認可に伴い汽船（4隻）出資を行う。鉄道3月金ヶ崎-長浜間が、5月長浜-関が原間が開通する。
1884年（明治17年）、滋賀県知事として中井弘が着任する。
1885年（明治18年）、滋賀県知事中井弘と共に製絨会社設立を検討する。3月上丹生の養殖場を県より7百円で払い下げを受ける。
1886年（明治19年）、肥料販売会社「中一商会」を設立。缶詰製造工場を八幡に開設。
1888年（明治21年）、8月資本金120万円で金巾製織会社の設立発起人となる。北海道の支店・出張所に缶詰工場を併設し、蟹等の北海道物産を缶詰として販売。遠洋漁業を目的とした帝国水産株式会社を設立。
1889年（明治24年）、湖東鉄道全線開通する。
1890年（明治23年）、2月日刊紙近江新報社設立。丹生養殖場の養成魚が内国博覧会においてこれ以降数度有効賞を受賞。
1891年（明治24年）、八幡銀行頭取を辞任。
1892年（明治25年）、中一商会解散。
1893年（明治26年）、日本水産会総裁小松宮による丹生養魚場視察。
1895年（明治28年）、丹生養魚場において招宴を実施。7月小樽大火により支店焼失し、事業再編に着手する。
1897年（明治30年）、小樽にて貞二郎卒倒する。帝国水産株式会社解散。
1898年（明治31年）、退隠する。
1899年（明治32年）、「日觸詣」を発表。
1905年（明治38年）、上丹生の養殖場を売却する。
1924年（大正13年）、3月死去。

## 家族
- 祖父：井狩只七利仁
- 祖母：しな（5代傳右衛門娘）
- 実父：井狩只七
- 義祖母：いく（6代傳右衛門娘・貞二郎祖母の姪）
- 義父：西川傳右衛門（9代）
- 叔父：西川吉輔（分家善六家当主・貞二郎叔母嫁ぎ先）
- 義母：ゑい
- 妻：つや（9代傳右衛門娘）
- 妻：すみ（義母ゑい妹）
- 娘：君
- 養嗣子：西川吉之助（西川吉輔嫡孫）